# Johann Freinsheim
Johann Freinsheim, también conocido por su nombre latinizado, Iohannes Freinsheimius (Ulm, 16 de noviembre de 1608-Heidelberg, 31 de agosto de 1660), fue un erudito y crítico clásico alemán.

## Biografía
Natural de Ulm, estudió en las universidades de Marburgo, Giessen y Estrasburgo. Completados sus estudios, vivió durante tres años en Francia, para regresar después a Estrasburgo en 1637. Cinco años más tarde fue designado profesor de Elocuencia de la Universidad de Upsala.
En 1647, la reina Cristina de Suecia lo hizo llamar a Estocolmo para trabajar como bibliotecario de la corte e historiógrafo de la realeza. Tres años más tarde regresó a su puesto docente en Upsala, aunque no duró más de un año, ya que se vio obligado a abandonar el cargo a causa de su mal estado de salud. 
Fue nombrado profesor honorario de Heidelberg en 1656. Allí falleció el 31 de agosto de 1660, a los 51 años de edad.

## Obra
Dedicó su actividad literaria a los historiadores romanos. En volúmenes divididos en capítulos y párrafos y gracias a una meticulosa labor de compilación, ilustró las peculiaridades léxicas de cada autor. Escribió suplementos para las obras de Quinto Curcio Rufo y Tito Livio, y suplió la falta de los libros perdidos con otros que escribió él mismo. Asimismo, redactó críticas de los trabajos del propio Quinto y de Floro.

## Atribución
Este artículo incorpora texto de una publicación sin restricciones conocidas de derecho de autor:  Varios autores (1910-1911). «Encyclopædia Britannica».  En Chisholm, Hugh, ed. Encyclopædia Britannica. A Dictionary of Arts, Sciences, Literature, and General information (en inglés) (11.ª edición). Encyclopædia Britannica, Inc.; actualmente en dominio público.

- Datos: Q85927
- Multimedia: Johann Freinsheim / Q85927